# Jinjialing Shuiku
Jinjialing Shuiku är en reservoar i Kina. Den ligger i provinsen Anhui, i den östra delen av landet, omkring 220 kilometer söder om provinshuvudstaden Hefei. Jinjialing Shuiku ligger 291 meter över havet. Arean är 1,4 kvadratkilometer. I omgivningarna runt Jinjialing Shuiku växer i huvudsak blandskog. Den sträcker sig 1,9 kilometer i nord-sydlig riktning, och 1,8 kilometer i öst-västlig riktning.
Genomsnittlig årsnederbörd är 2 647 millimeter. Den regnigaste månaden är juni, med i genomsnitt 523 mm nederbörd, och den torraste är oktober, med 58 mm nederbörd.